# 아나 드레이버르
아나 드레이버르(Anna Drijver, 1983년 10월 1일 ~ )는 네덜란드의 배우, 모델이다.

## 출연 작품
- 패밀리 S다이어리 (2013)
- 토니는 열살 (2012)
- 로프트 (2010)
- 카르페 디엠 (2009)
- 브라이드 플라이트 (2008)